# Егинсу (Абайская область)
Егинсу (каз. Егінсу) — село в Урджарском районе Абайской области Казахстана. Административный центр Егинсуского сельского округа. Код КАТО — 636449100.

## Население
В 1999 году население села составляло 1054 человека (536 мужчин и 518 женщин). По данным переписи 2009 года, в селе проживало 770 человек (400 мужчин и 370 женщин).